# ساندوگاچ
ساندوگاچ (به لاتین: Sandugach) یک منطقهٔ مسکونی در روسیه است که در باشقیرستان واقع شده‌است.